# Dental dam

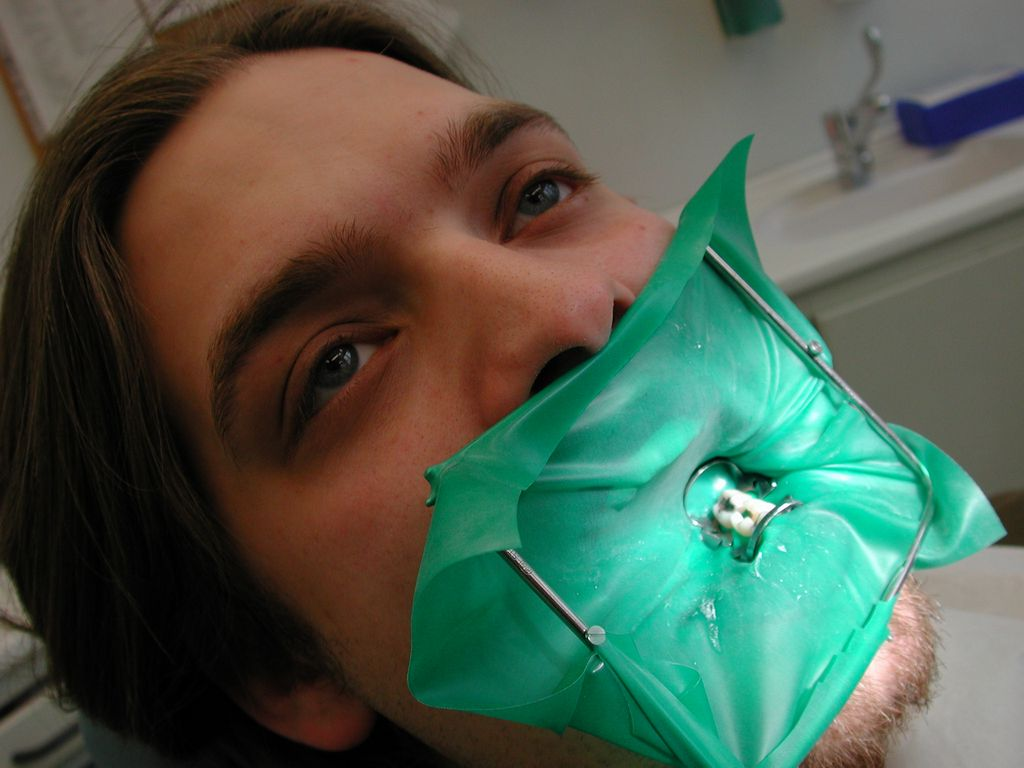
Diga localizzata sui molari inferiori

Il dental dam, o diga dentale, è una membrana di lattice (o senza lattice) di circa 25 x 15 cm, fissato sui denti e mantenuto in tensione da un piccolo telaio.

## Utilizzo

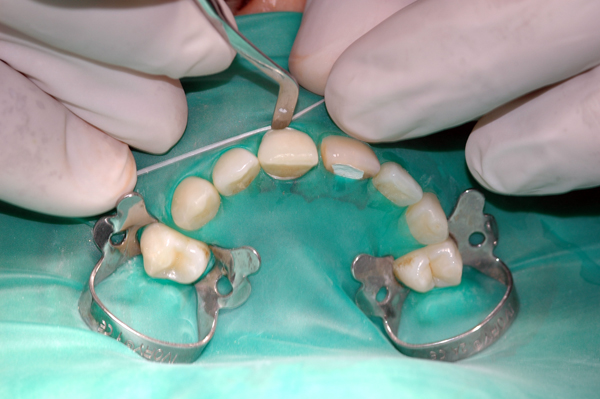
Paziente con diga sugli anteriori dell'arco superiore

Viene usato dal dentista, nella pratica odontoiatrica, per isolare uno o più denti e operare così senza presenza di saliva e umidità, proteggendo contemporaneamente il paziente, evitando che frammenti di dentina e di otturazioni possano essere ingeriti dal paziente. 
È considerato oggi un presidio fondamentale almeno in endodonzia (devitalizzazioni) e nella terapia conservativa (otturazioni). Non può essere utilizzato in quei trattamenti in cui il posizionamento è impossibile, ad esempio per estrazioni, protesi o ortodonzia.
Il suo uso da parte dell'odontoiatra permette inoltre un miglior comfort del paziente (è meno fastidioso sottoporsi al trattamento, senza acqua in bocca).

## Strumenti
- Foglio di gomma
- Uncini
- Arco di Young
- Pinza fora-diga
- Pinza per uncini
- Filo interdentale

## Vantaggi
- Assenza di umidità
- Accesso facilitato
- Migliore visibilità
- Sicurezza (il paziente non può ingerire sostanze tossiche o corpi estranei)
- Comfort sia per l'operatore che per il paziente
- Protezione dei tessuti molli (da traumi e da sostanze irritanti)

## Prevenzione nei rapporti sessuali

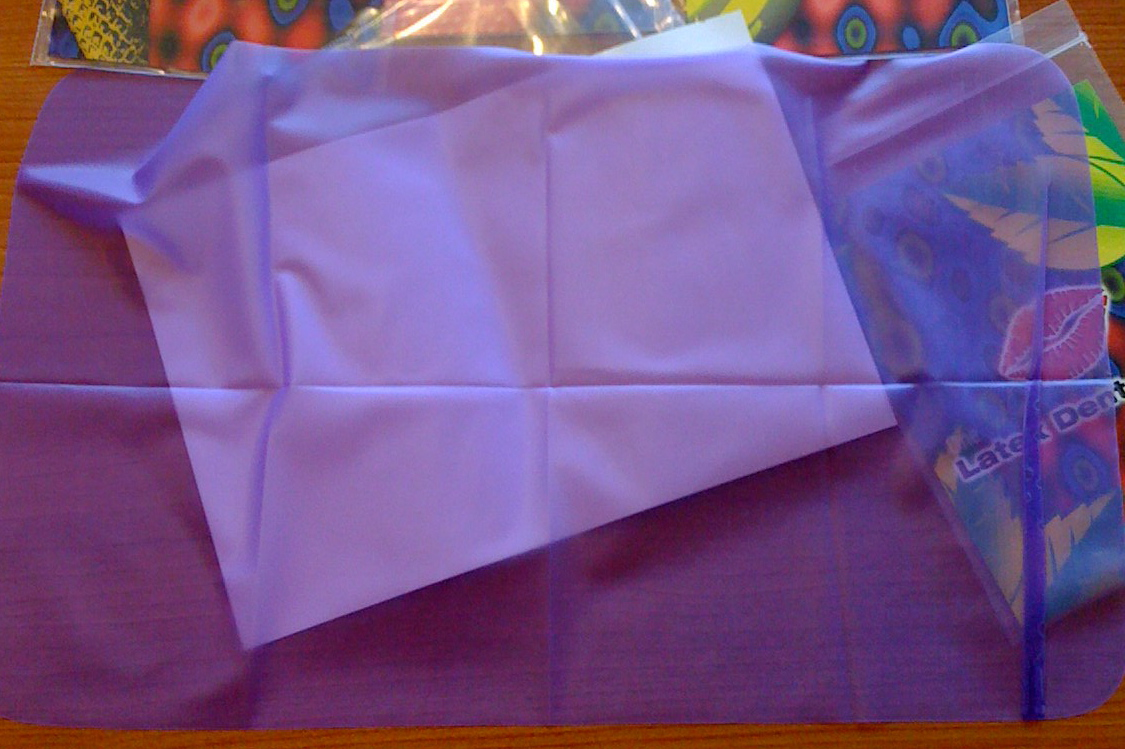

Un tipo di Dental dam simile al precedente è anche un utile strumento di prevenzione delle malattie sessualmente trasmissibili, poiché può rappresentare una barriera protettiva durante il rapporto sessuale orogenitale: anilingus e cunnilingus. In questo caso, il dental dam va utilizzato sempre da un solo lato e una sola volta e perché sia veramente efficace deve essere integro.

Non si utilizza insieme al profilattico durante la penetrazione sessuale, perché il contatto potrebbe rompere in alcuni punti il dam oppure il preservativo. Il dental dam non ha la stessa sicurezza e controllo del preservativo, e pertanto non è considerato un metodo anticoncezionale e una valida alternativa al profilattico.